# Carl Johanson i Gäre
Carl Johanson (i riksdagen kallad Johanson i Gäre), född 12 september 1851 i Kyrkefalla socken, död 12 september 1933 i Skara, var en svensk lantbrukare och politiker (liberal). 
Carl Johanson, som kom från en bondesläkt, brukade gården Gäre i Kyrkefalla socken, där han också var kommunalt verksam och var ordförande i den lokala blåbandsföreningen.
Han var riksdagsledamot i andra kammaren för Skaraborgs läns norra valkrets 1912–1921 och tillhörde i riksdagen Frisinnade landsföreningens riksdagsgrupp Liberala samlingspartiet. Han var bland annat ledamot i andra kammarens andra tillfälliga utskott 1912–1917. I riksdagen skrev han åtta egna motioner om pensioner åt enskilda individer och om ersättning till stämningsmän.